# 陳九成 (萬曆己未進士)
陳九成（？—？），號小陵，河南开封府祥符县人，民籍。

## 生平
礼一房，癸未（1583年）正月初四日（官年）生。万历三十一年（1603年）癸卯科河南鄉試第七十五名舉人，四十七年（1619年）己未科會試一百五十五名，三甲一百四十六名進士，禮部观政，授南直隸定遠縣知縣，天啓二年（1622年）調江陰縣，五年補兖州府儒學教授，七年升國子監學正。

## 家族
曾祖。祖父陳寤，知事。父陳勿隱，廪生。